# Asplenium morganii
Asplenium morganii là một loài dương xỉ trong họ Aspleniaceae. Loài này được W.H. Wagner mô tả khoa học đầu tiên.
Danh pháp khoa học của loài này chưa được làm sáng tỏ. 